# Daniele Dessena
Daniele Dessena est un footballeur italien, né le 10 mai 1987 à Parme, évoluant au poste de milieu de terrain au Brescia Calcio.

## Biographie
Pur produit du centre de formation du Parme FC, il fait ses débuts en Serie A à l'âge de 17 ans, en février 2005. Il ne jouera que 2 matchs de championnat mais en jouera 6 en Coupe de l'UEFA. Il participera aussi aux deux matchs de barrage qui permettront au club d'éviter la relégation en Serie B (0-1, 2-0 contre Bologna). Le club lui offre un peu plus d'espace lors de la saison 2005-06 où il marque 3 buts en 17 matchs. L'équipe termine à la 7e place. Ce n'est que lors de la saison 2006-07 qu'il gagne véritablement ses galons de titulaires, en totalisant 34 matchs pour 2 buts en championnat, plus 6 matchs et 2 buts en Coupe de l'UEFA. L'équipe, particulièrement rajeunie, termine à une médiocre 12e place. Dessena, par ses performances, est dès lors considéré comme un milieu de grand avenir. C'est ainsi qu'il fait ses débuts en équipe d'Italie espoirs. Il participe au Championnat d'Europe de football espoirs 2007 où l'Italie est sortie en phase de poule. En parallèle, Daniele Dessena obtient une prolongation de son contrat jusqu'en 2011.
Cette fidélité au club va être brisée par la relégation de l'équipe à la fin de la saison 2007-08, où l'équipe finit 19e. Dessena, parfois blessé, joue 28 matchs, sans marquer. La relégation pousse le club à se séparer de ses éléments les plus prometteurs et Daniele Dessena en fait partie. Ainsi, en juillet 2008, il est vendu à l'UC Sampdoria, en copropriété, pour 4,5 millions d'euros, ce qui lui permet de rester dans l'élite. Entre-temps, il remporte le Tournoi de Toulon avec l'équipe d'Italie Olympique et participe aux JO, où l'équipe est éliminée en quart de finale par la Belgique (2-3).
Avec le club de Gênes, il participe à la Coupe de l'UEFA : l'équipe sera sortie en 16e de finale par les ukrainiens du Metalist Kharkiv. En championnat, il participe à 25 matchs et marque 2 buts, mais l'équipe termine à une mauvaise 13e. Il atteint toutefois la finale de la Coupe d'Italie. Il participe en fin de saison au Championnat d'Europe de football espoirs où l'Italie perd contre l'Allemagne en demi-finale (0-1).
Pour la saison 2009-10, l'UC Sampdoria et le Parme FC renouvellent leur copropriété et prêtent le joueur au Cagliari Calcio, toujours en Serie A. Il est aujourd'hui le capitaine du Cagliari Calcio club qu'il n'a plus quitté et où il aimerait finir sa carrière.

## Clubs
- 2004-2008 : Parme FC
- 2008-2009 : UC Sampdoria
- 2009-2010 : Cagliari Calcio
- 2010-2011 : UC Sampdoria
- 2012-201. : Cagliari

## Palmarès
- Vainqueur du Tournoi de Toulon : 2008